# Baldaquino

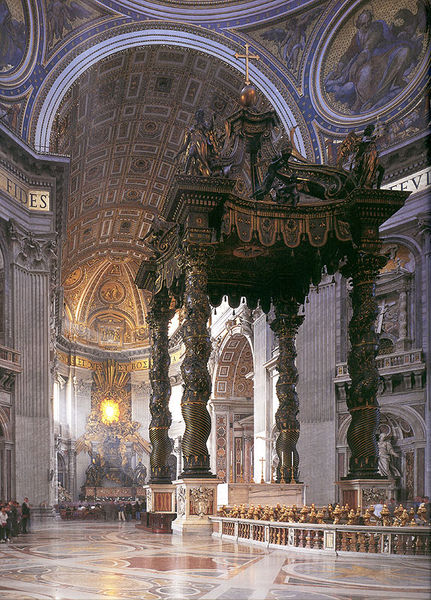
Baldaquino na Basílica de São Pedro em Roma

Um baldaquino, ou baldaquim (do italiano: baldacchino), é um dossel de estado normalmente colocado sobre um altar ou trono. Ele teve seu início como um dossel de tecido, mas em outros casos é uma característica arquitetônica robusta e permanente, particularmente sobre altares em catedrais, onde tal estrutura é mais corretamente chamada de cibório quando é suficientemente arquitetônica na forma. Os baldaquins são frequentemente apoiados em colunas, especialmente quando estão desconectados de uma parede envolvente. O pano de honra é um pano mais simples pendurado verticalmente atrás do trono, geralmente continuando a formar um dossel. Também pode ser usado para dosséis semelhantes em design de interiores, por exemplo, acima das camas, e para os dosséis processionais usados em cerimônias de estado formal, como coroações, sustentadas por quatro ou mais homens com varas presas aos cantos do tecido.
"Baldaquim" era originalmente um tipo luxuoso de tecido de Bagdá, do qual o nome é derivado, em inglês como "baudekin" e outras grafias. Matthew Paris registra que Henrique III da Inglaterra usou uma túnica "de preciosíssimo baldekino" em uma cerimônia na Abadia de Westminster em 1247. A palavra para o tecido se tornou a palavra para os dosséis cerimoniais feitos com o tecido.

## Galeria

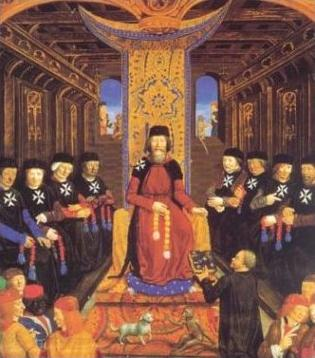
O Grão-Mestre dos Cavaleiros Hospitalários de Rodes sob um dossel de uma propriedade, em um estrado: há uma almofada sob seus pés.
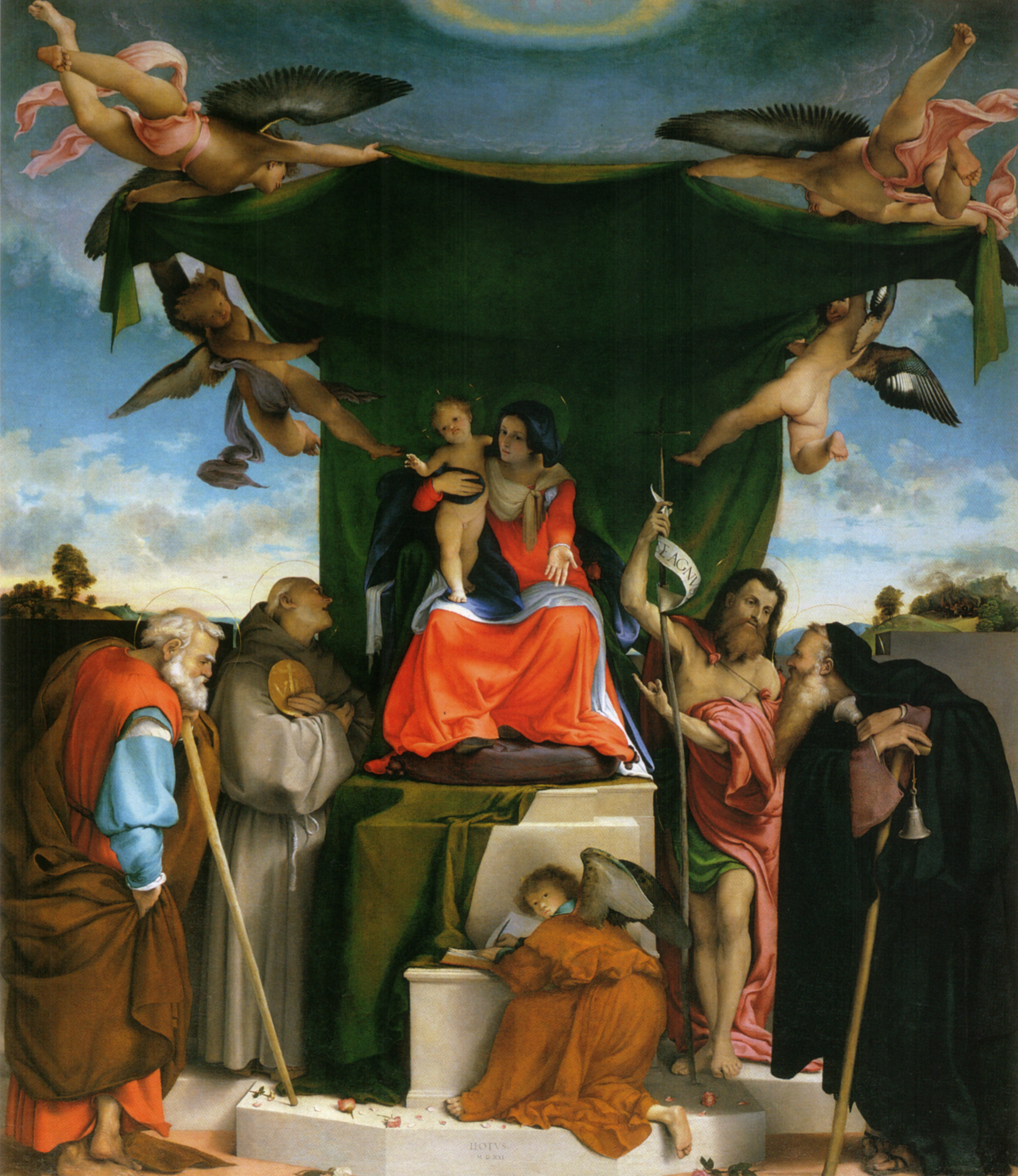
Preso sobre a Virgem por anjos, em retábulo de Lorenzo Lotto
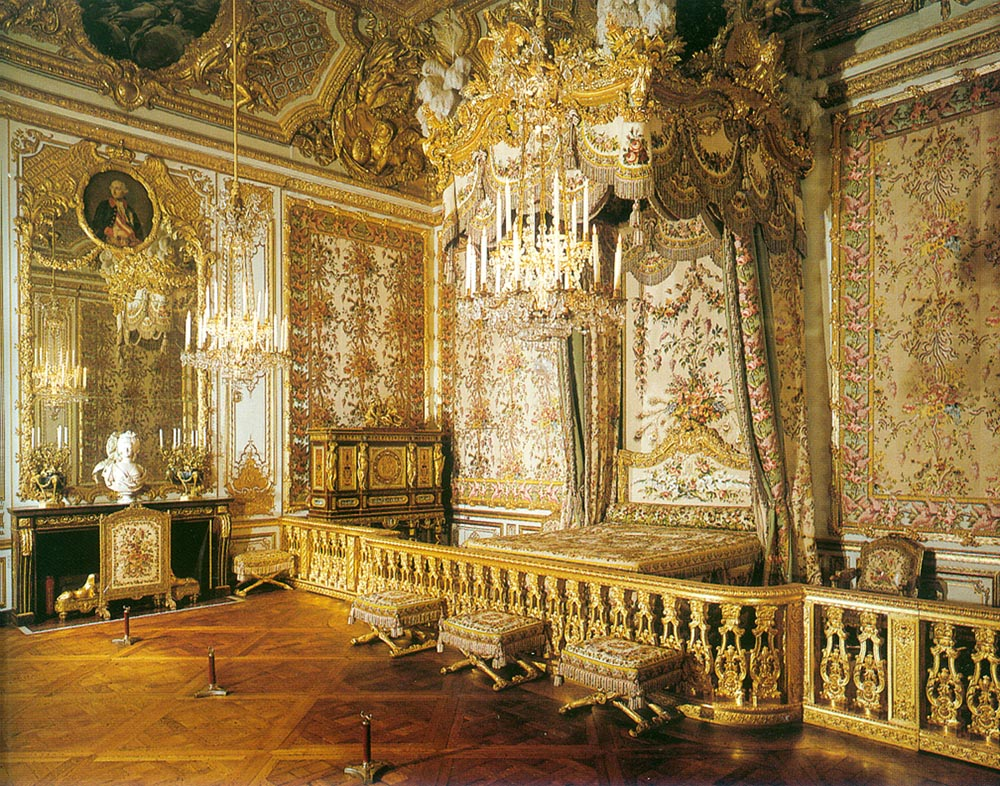
Em Versalhes, a Chambre de la Reine apresenta a cama de estado central entregue à Rainha Maria Leszczinska.
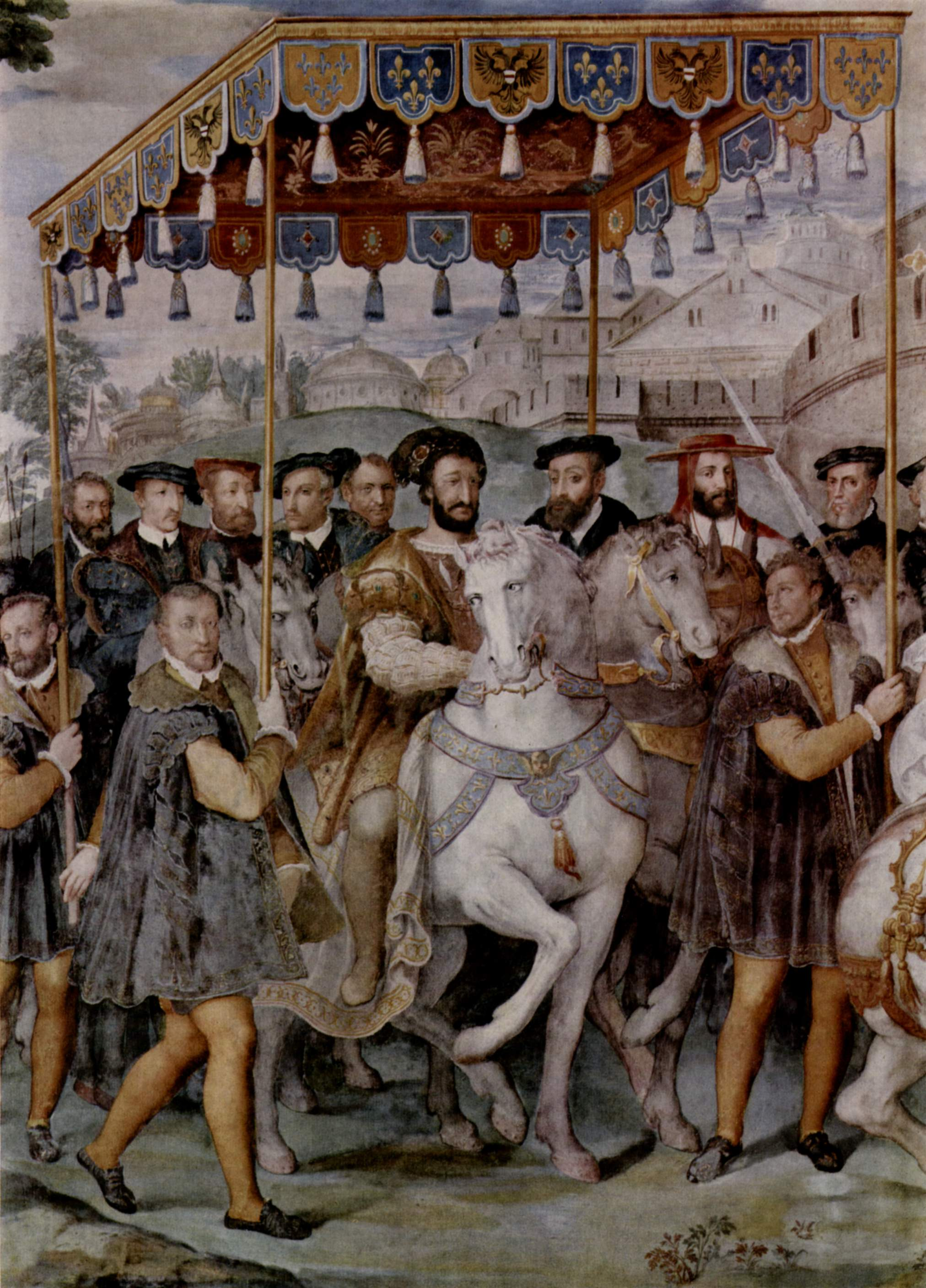
Rei Francisco I da França, Carlos V, e o cardeal Alessandro Farnese
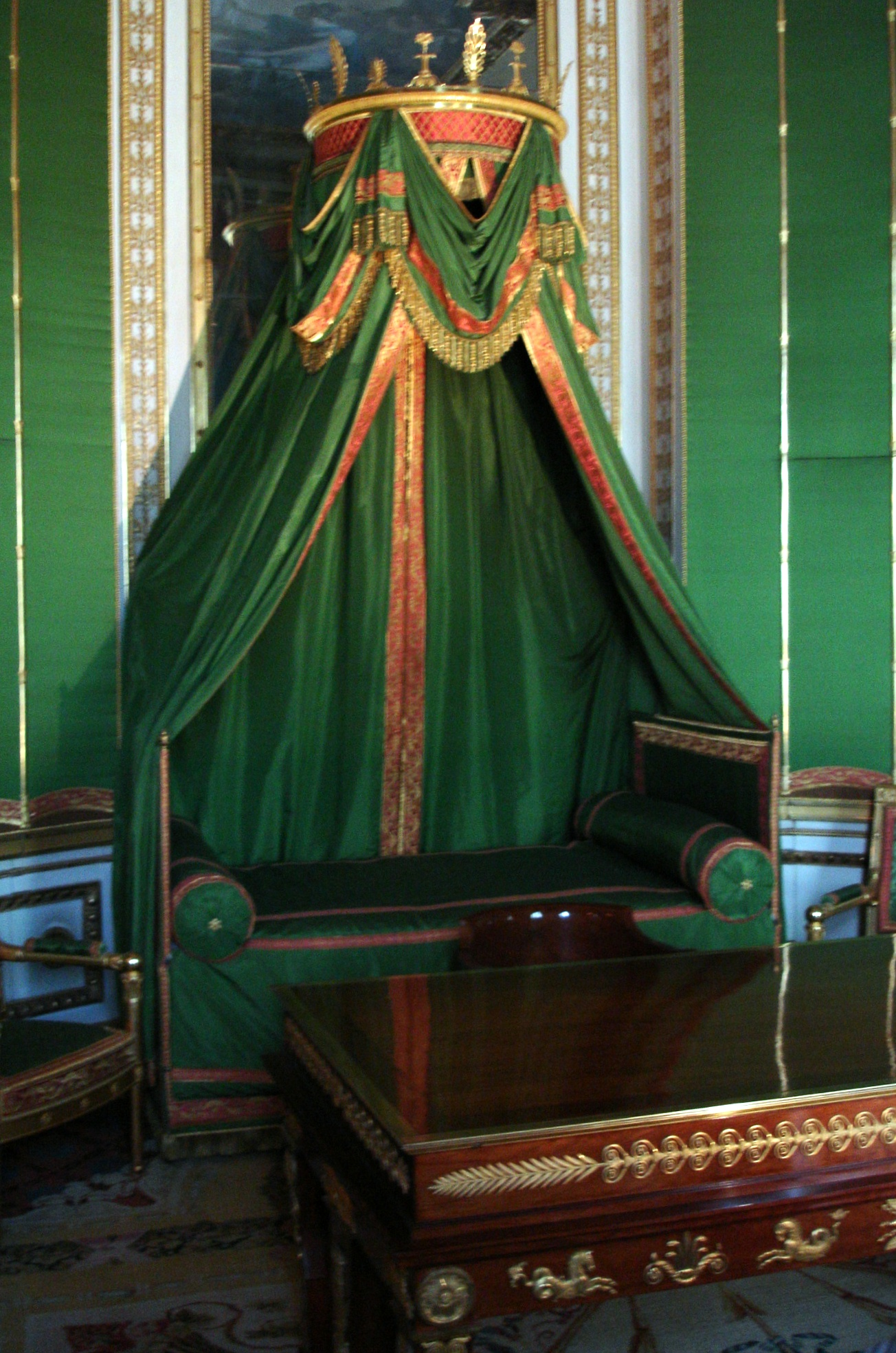
Um baldaquino no estilo Império simplesmente adiciona importância visual a um sofá - cama
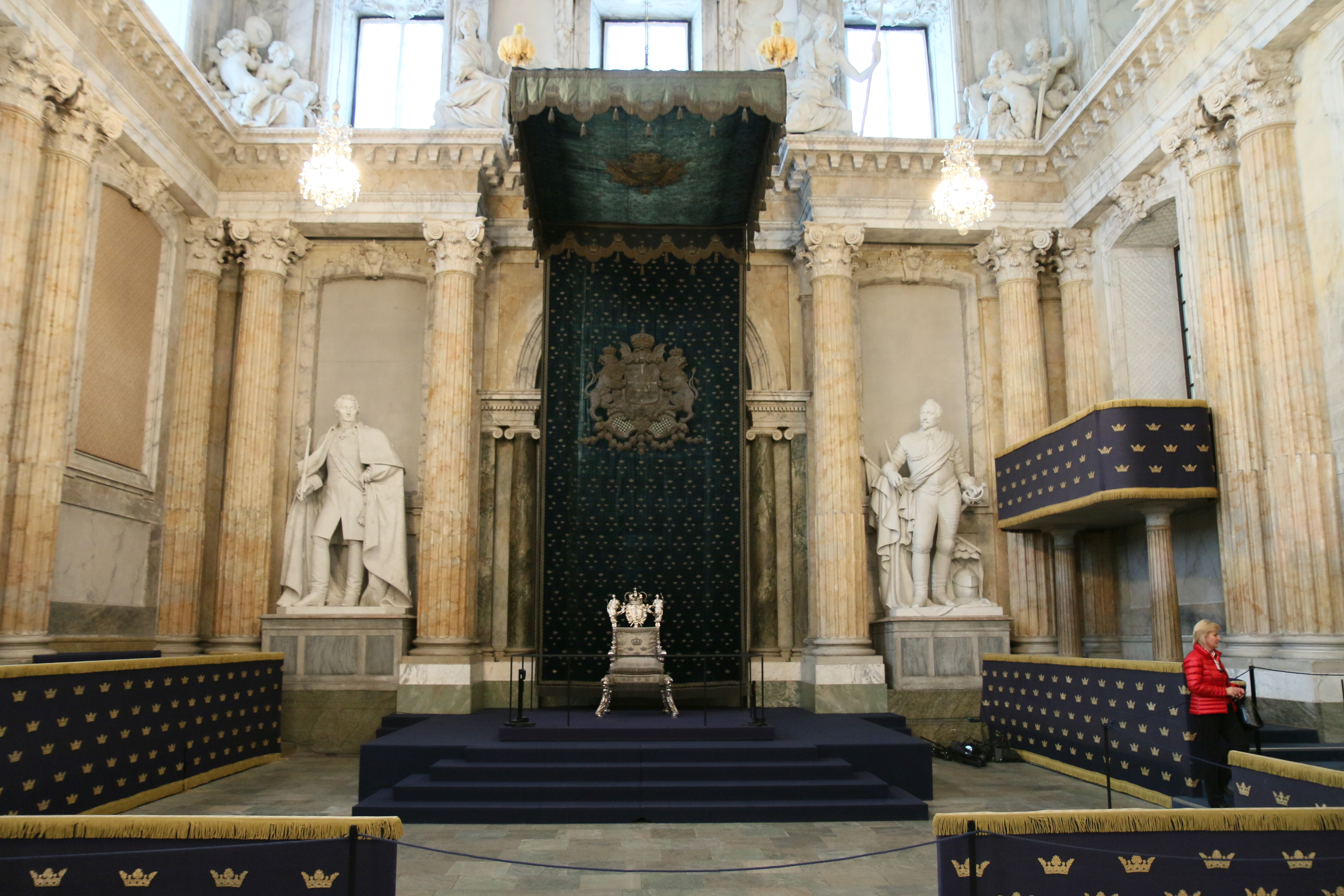
Baldachin no 'Hall of State' no Palácio de Estocolmo, Suécia.
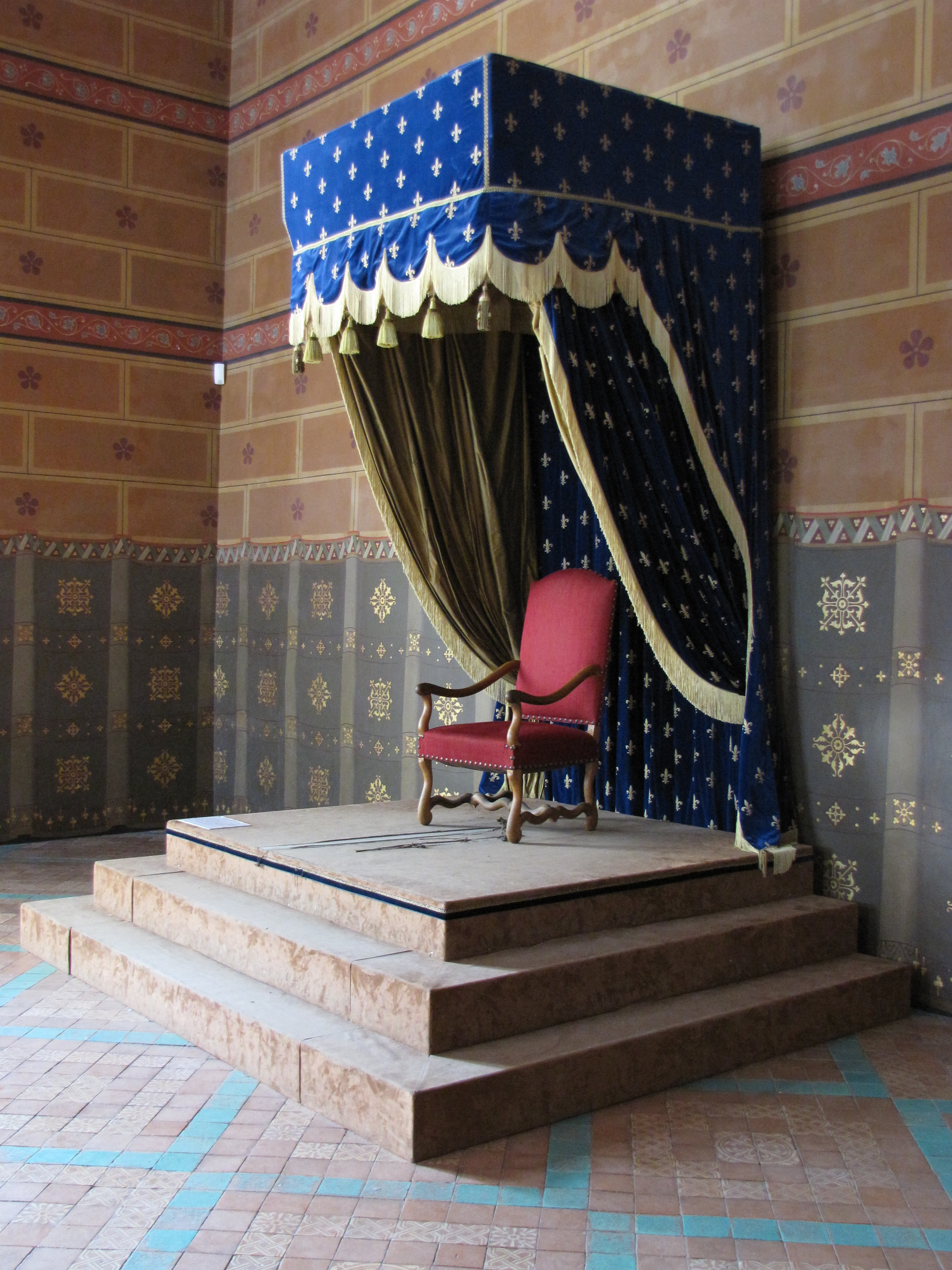
Baldaquino em azul decorado com flores-de-lis na antiga residência real do Château de Blois
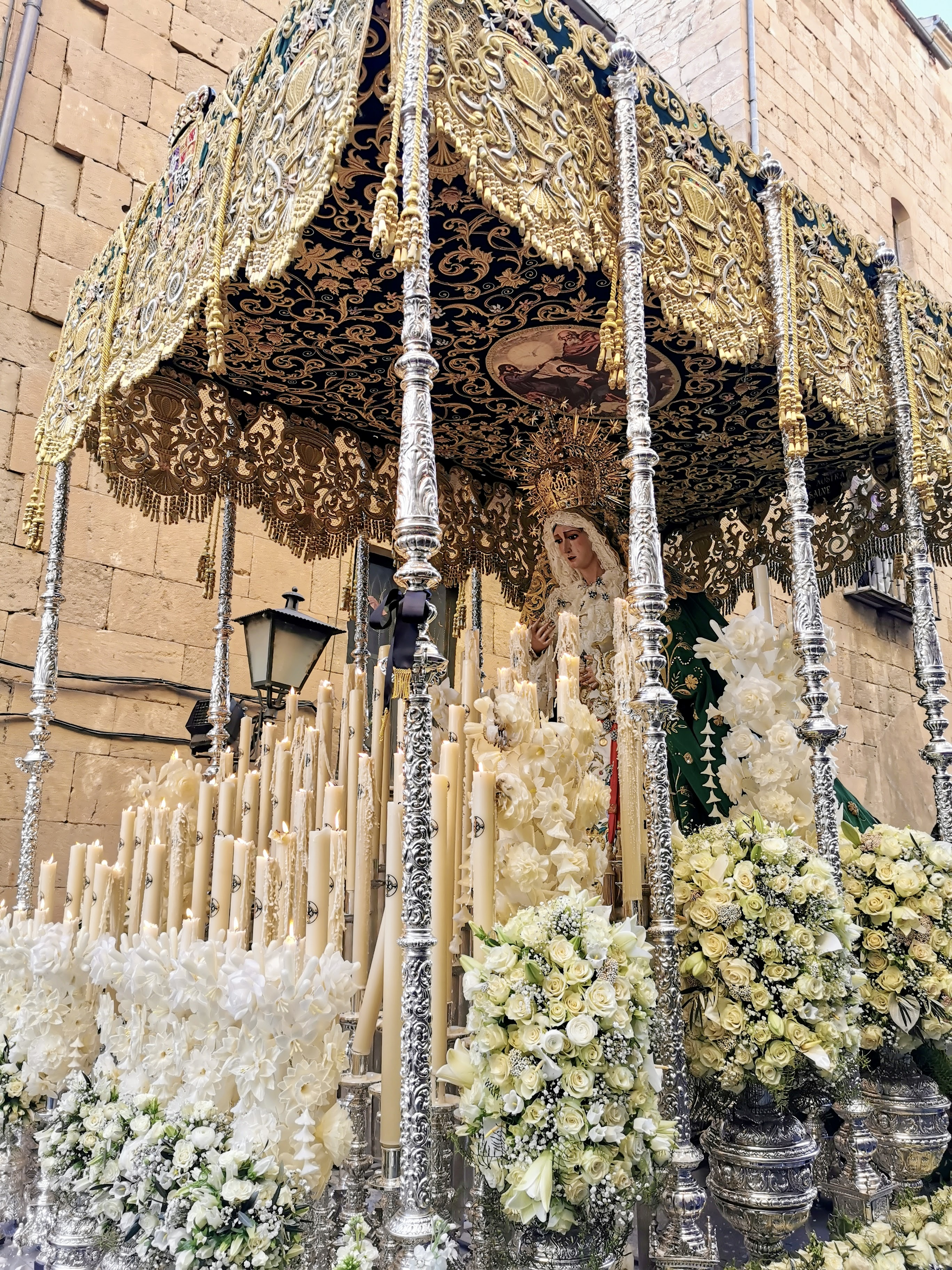
Nossa Senhora da Esperança sob o dossel. Semana Santa em Salamanca, Espanha
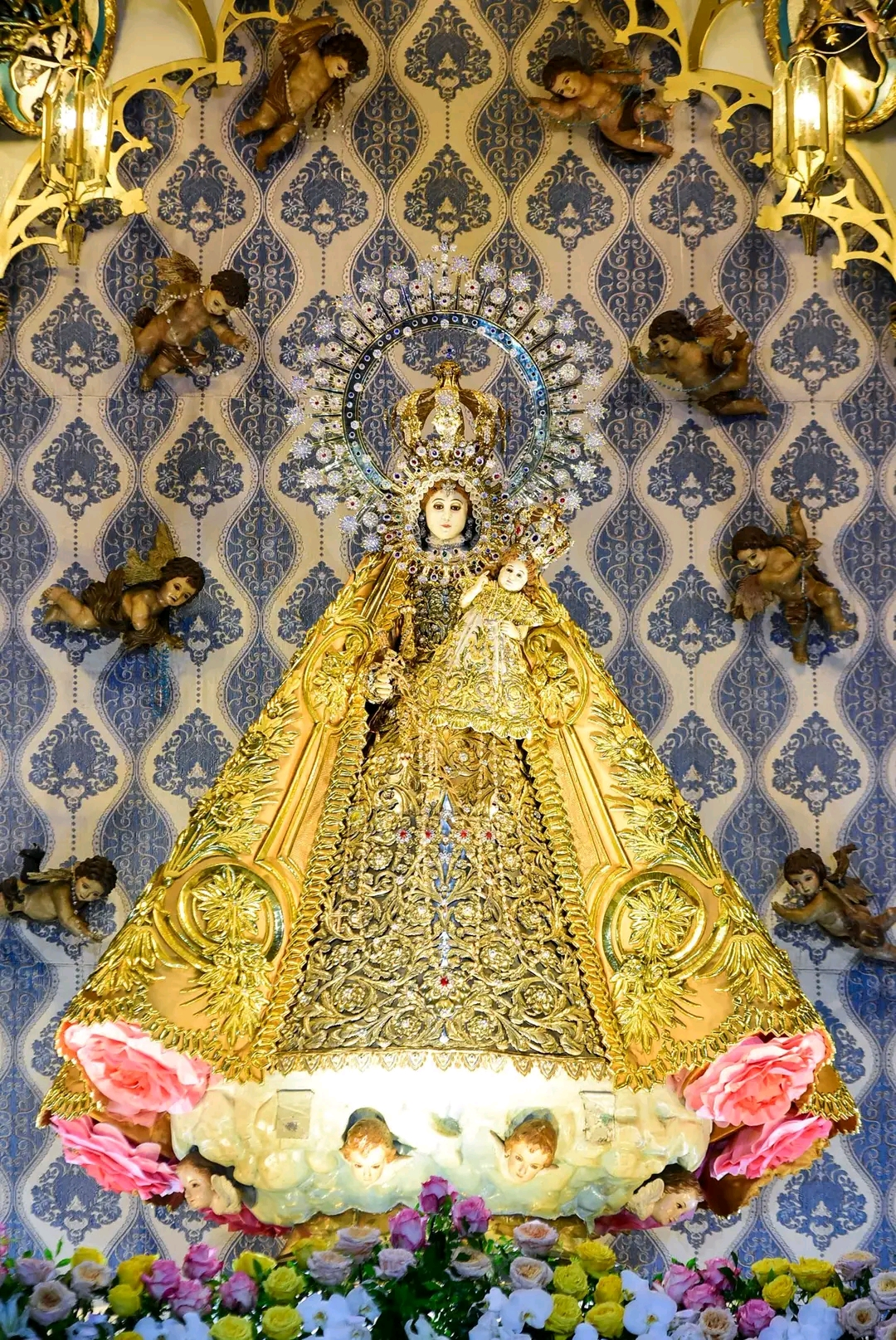
Nossa Senhora de La Naval de Manila durante os ritos de entronização na Igreja de Santo Domingo